# Tétrafluorure de germanium
Le tétrafluorure de germanium, ou fluorure de germanium(IV), est un composé chimique de formule GeF4. Il se présente sous la forme d'un gaz ininflammable qui fume à l'air avec une odeur d'ail. Il s'hydrolyse au contact de l'eau en formant du dioxyde de germanium GeO2 et du H2GeF6, qui donnent des acides corrosifs, avec lesquels il est susceptible de réagir violemment. Il se décompose dans l'air humide au-dessus de 1 000 °C en donnant du fluorure d'hydrogène HF, du fluor F2 et du GeO2. Il se cristallise sous forme de trihydrate à partir de ses solutions aqueuses. On peut le préparer en faisant réagir du fluor ou du fluorure d'hydrogène sur du germanium métallique :
Ge + 2 F2 → GeF4.
On l'obtient également par décomposition thermique du complexe Ba[GeF6], obtenu par précipitation d'une solution de GeO2 dans l'acide fluorhydrique HF (aq) avec du chlorure de baryum BaCl2 :
Ba[GeF6 → GeF4 + BaF2.
La réaction de GeF4 avec des sources d'ion fluorure F− donne des anions GeF5− avec une coordination octaédrique résultant d'une polymérisation. Une géométrie bipyramidale trigonale a été caractérisée à l'aide de fluorure de 1,3-bis(2,6-diisopropylphényl)imidazolium.